# Haplomitrium kashyapii
Haplomitrium kashyapii là một loài Rêu trong họ Haplomitriaceae. Loài này được Udar & D. Kumar mô tả khoa học đầu tiên năm 1982.